# Die Fünf aus der Barskastraße
Die Fünf aus der Barskastraße ist ein polnischer Spielfilm aus dem Jahre 1954.

## Handlung
Der Film spielt im vom Krieg zerstörten Warschau 1947. Die Hauptfiguren sind fünf Jugendliche aus der Barskastraße. Die Jugendlichen sind mit dem Krieg und der deutschen Besatzung erwachsen geworden. Ihr Leben war bestimmt durch einen Überlebenswillen in einer unmenschlichen Zeit. Nach dem Krieg haben sie es schwer, sich der neuen Zeit anzupassen. Sie leben weiterhin so, wie sie es während des Kriegs gelernt haben. Ihr Einkommen verdienen sie sich nicht durch Arbeit, sondern durch Diebstahl und Gaunereien. Das Leben findet weiterhin im Untergrund statt. Schließlich landen die Jugendlichen für ihre Taten vor Gericht. Das Urteil ist milde, da der Zeuge der Anklage nicht vor Gericht erscheint. Sie erhalten zwei Jahre Gefängnis auf Bewährung. Als Bewährungshelfer wird der Maurer Wojciechowski benannt, der die Jugendliche zu ordentlichen Mitgliedern der neuen kommunistischen Gesellschaft erziehen soll. Die Jugendlichen haben jedoch Unterstützung durch den reaktionären antikommunistischen Untergrund, der auch dafür verantwortlich ist, dass der Zeuge der Anklage nicht vor Gericht erschien.
Die Jugendlichen sind wieder in Freiheit und gehen weiterhin ihrem gewohnten Lebensstil nach. Wojciechowski ist mit den jungen Leuten überfordert und wird von ihnen eingesperrt, damit sie weiter ihren Diebeszügen nachgehen können. Als Wojciechowski sich befreien will, verunglückt er tödlich. Die Jugendlichen fühlen sich schuldig am Tod des eigentlich sympathischen Mannes. Zwei von ihnen hatten bereits dank seiner Hilfe Arbeit beim Straßenbau gefunden. Kazek lernt bei der Arbeit das Mädchen Hanka kennen und verliebt sich in sie. Der antikommunistische Untergrund plant ein Bombenattentat auf die Baustelle und die Jugendlichen aus der Barskastraße sollen dabei mithelfen. Sie sind jedoch nicht mehr bereit, an diesem Attentat mitzuarbeiten. Der Anschlag findet ohne sie statt, doch die Polizei kann ihn unterbinden. Kazek wird jedoch dabei schwer verletzt und die Jugendliche werden der Mitwirkung verdächtigt.

## Kritiken
„Dramatischer Film über die schwierige Erziehung verwahrloster Jugendlicher im vom Krieg zerstörten Warschau. Trotz mancher Klischees und Typisierungen eine achtbare und psychologisch glaubhafte Annäherung an ein Zeitproblem.“

## Auszeichnungen
Der Film nahm als erster polnischer Film am Filmfestival Cannes teil. Bei den Internationalen Filmfestspielen von Cannes 1954 wurde er mit dem Prix International ausgezeichnet.